# 科隆东亚艺术博物馆

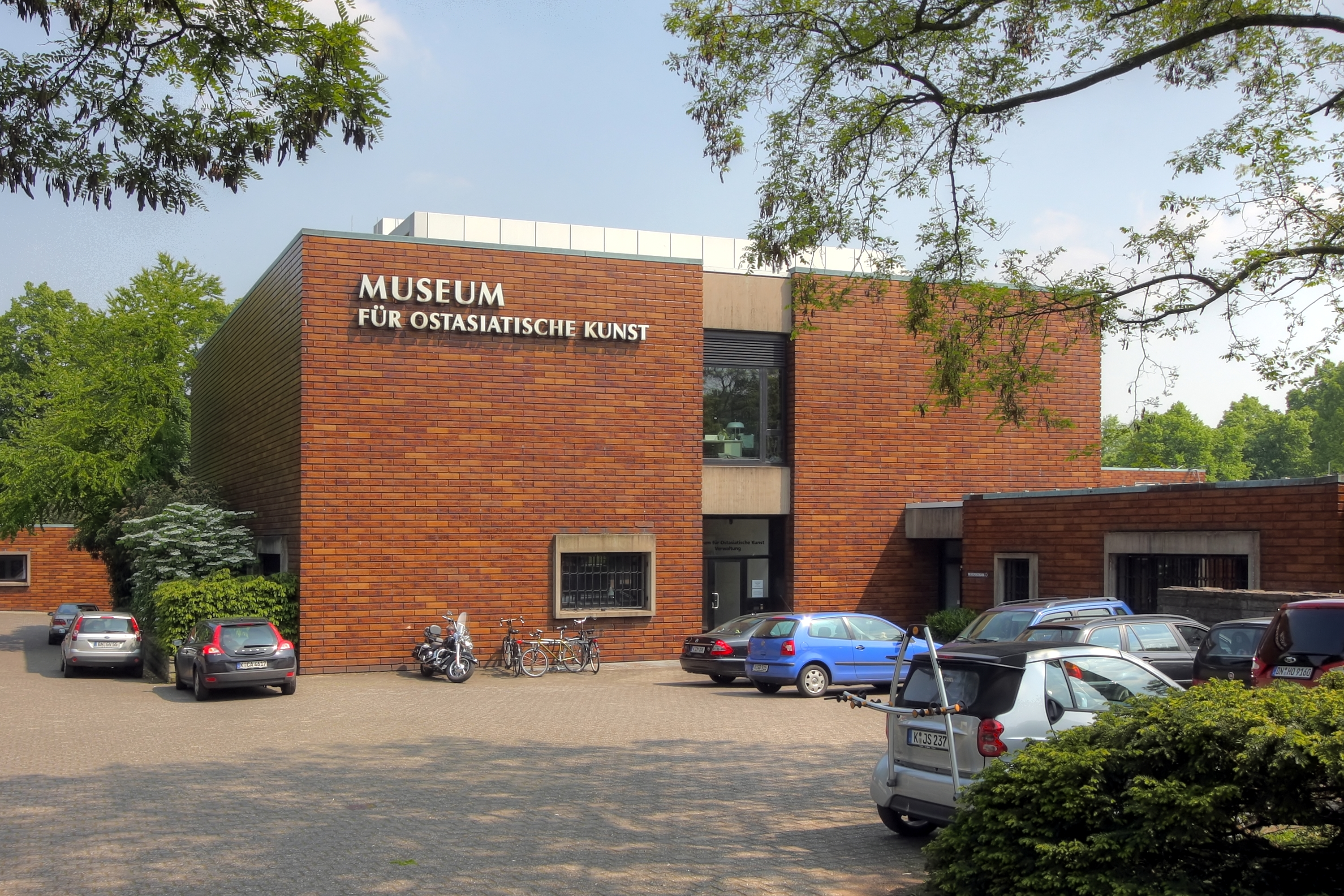
2010年5月博物馆正立面

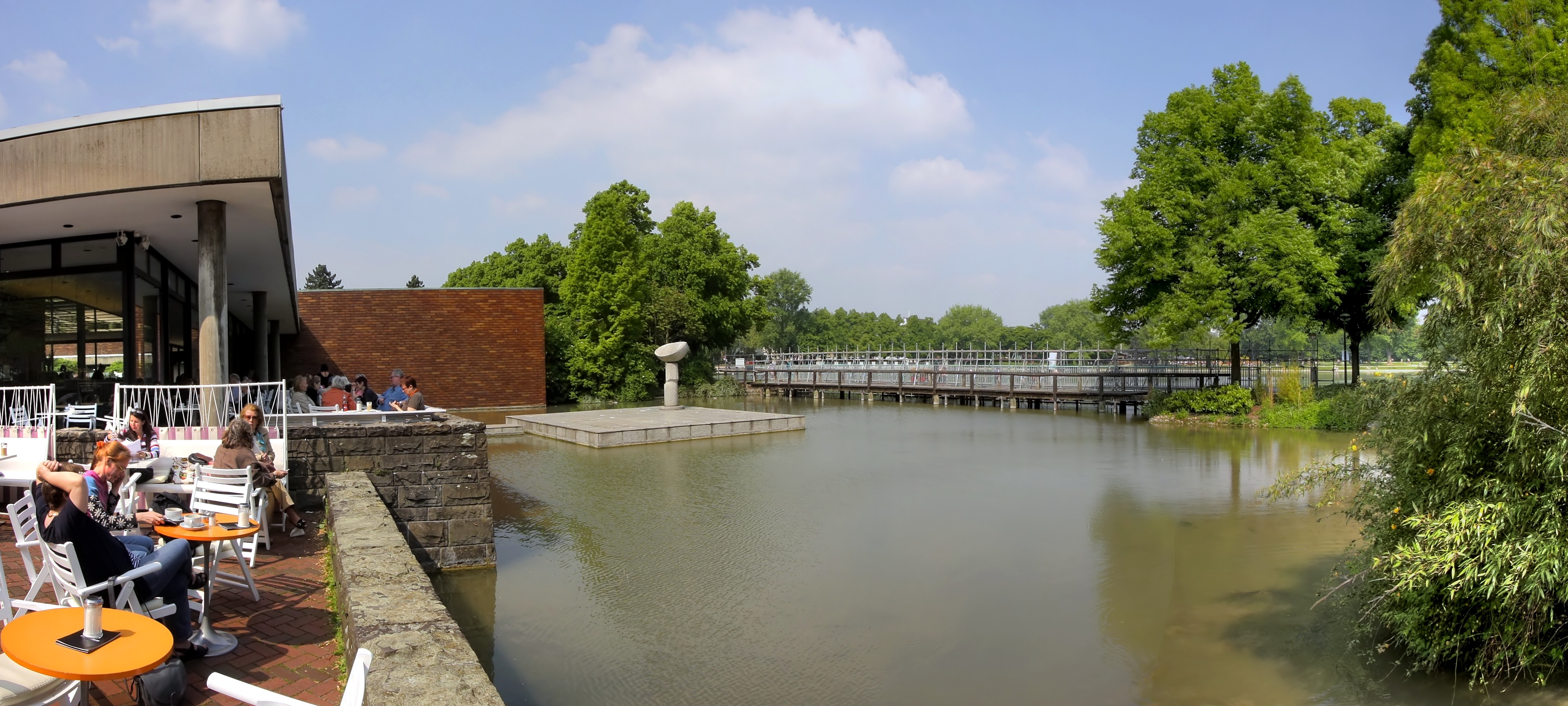
2010年5月博物馆侧立面

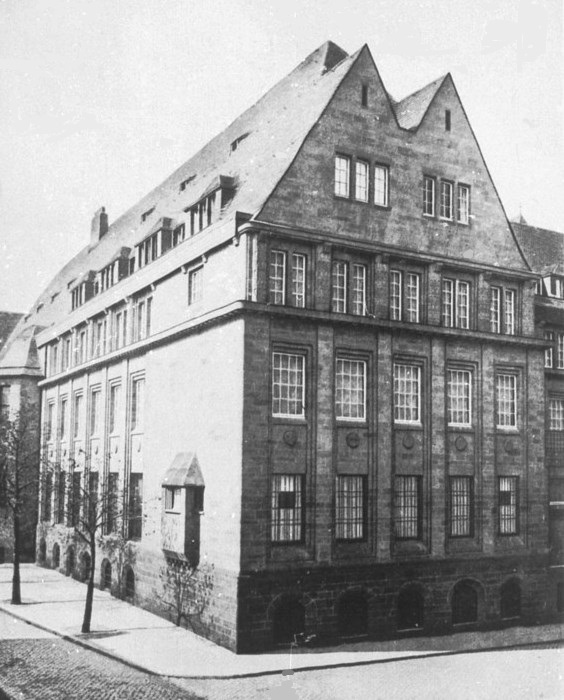
1914年的博物馆

科隆东亚艺术博物馆（英語：Museum of East Asian Art）是一座位于德国科隆的博物馆。

## 历史
1913年建立，位于德国科隆大学路100号，主要收藏有中日韩三国的文物。博物馆新馆由柯布西耶爱徒前川国男建造于1977年。

## 馆藏文物

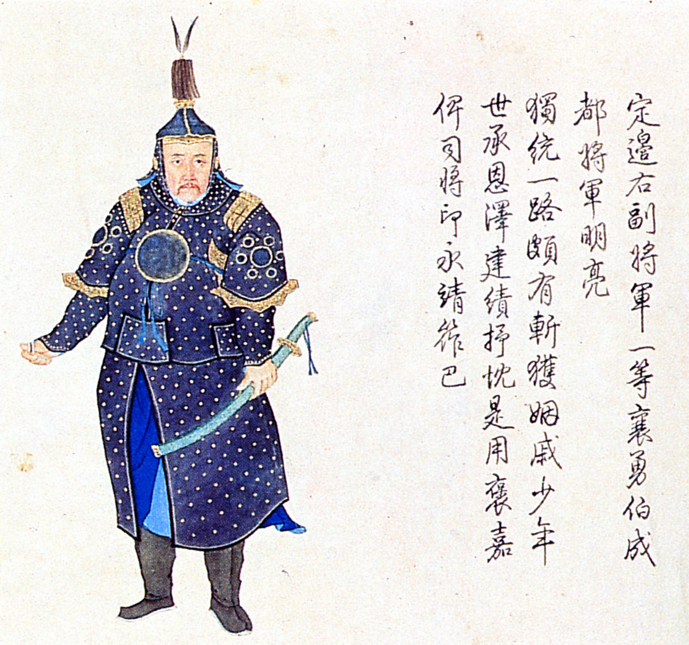
明亮画像，属于紫光阁功臣像之一
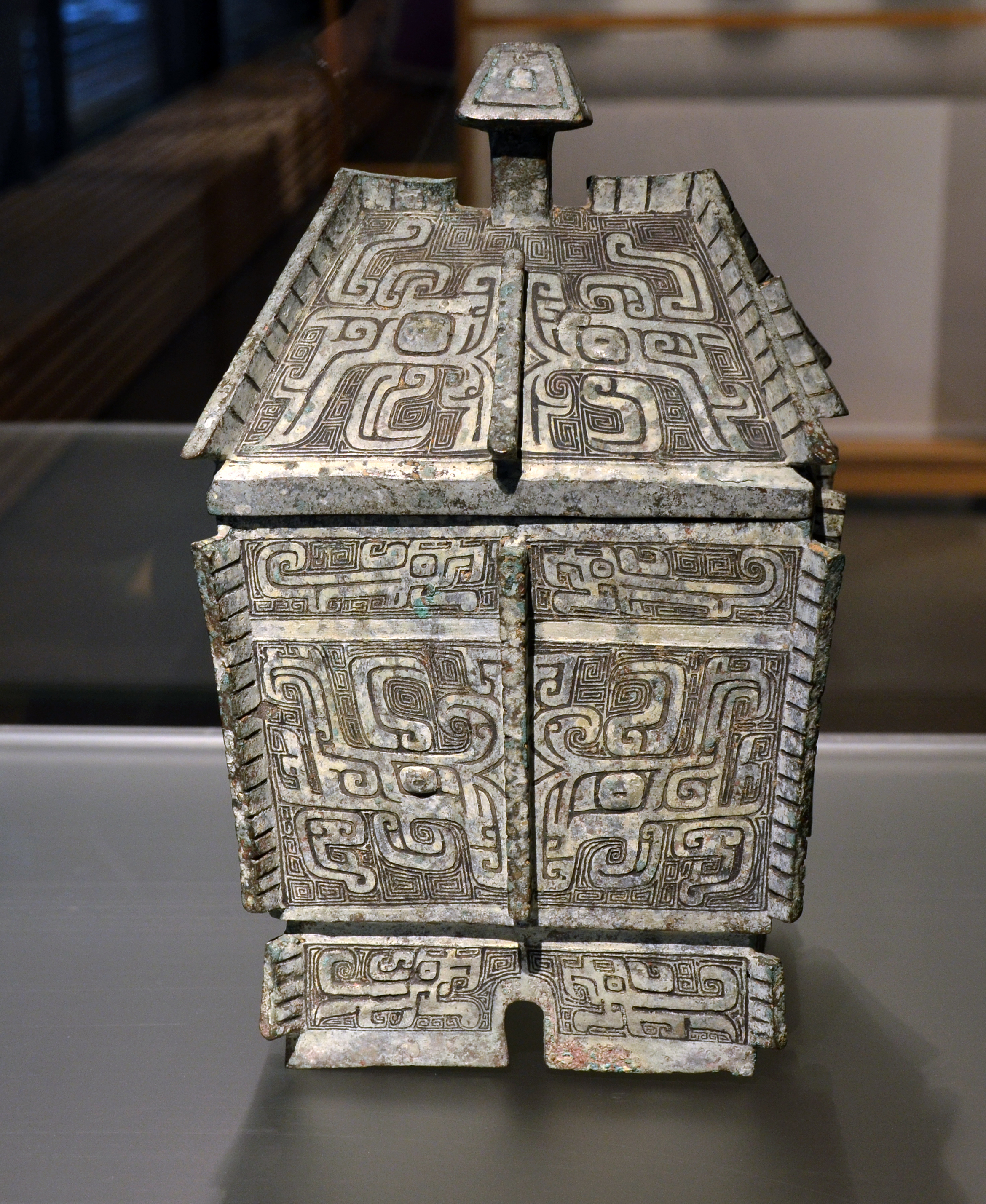
直壁方彝
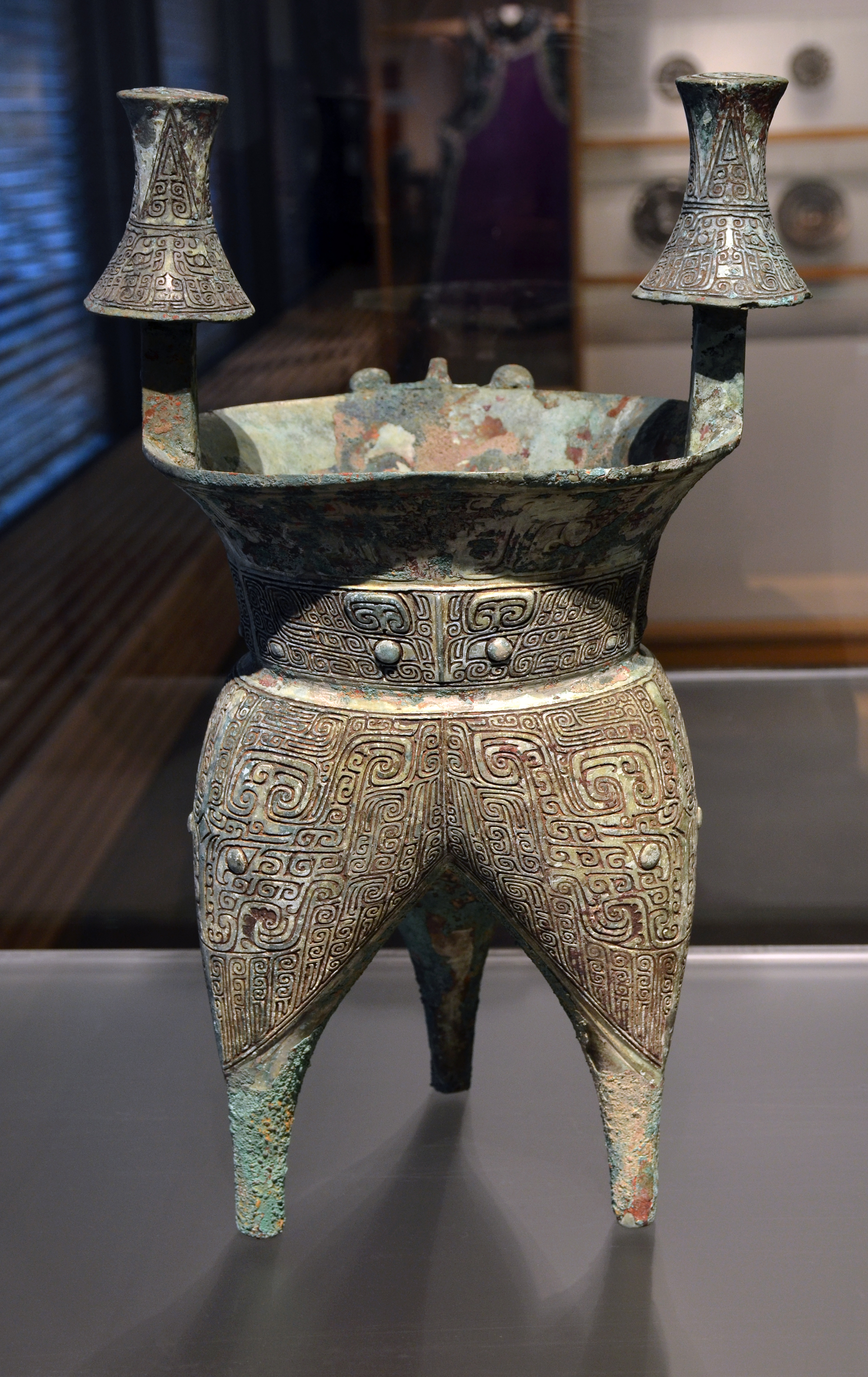
腹足不分斝